# هانو میکولا
هانو میکولا (فنلاندی: Hannu Mikkola؛ (زادهٔ ۲۴ مهٔ ۱۹۴۲ – درگذشتهٔ ۲۶ فوریهٔ ۲۰۲۱) راننده رالی اهل فنلاند بود.
وی در تیم‌های شرکت فورد موتور، تویوتا موتوراسپورت، آئودی اسپرت گ‌ام‌ب‌ها و تیم رالی جهانی سوبارو عضویت داشته‌است. میکولا در سال ۱۹۸۳ قهرمان رالی قهرمانی جهان شده بود.